# Liten spärrfjällskivling
Liten spärrfjällskivling (Lepiota pseudoasperula) är en svampart som först beskrevs av Knudsen, och fick sitt nu gällande namn av Knudsen 1980. Lepiota pseudoasperula ingår i släktet Lepiota och familjen Agaricaceae.   Inga underarter finns listade i Catalogue of Life.
I den svenska databasen Dyntaxa används istället namnet Echinoderma pseudoasperula för samma taxon.  Arten är reproducerande i Sverige.